# مارلون ساندرو
مارلون ساندرو (انگلیسی: Marlon Sandro؛ زادهٔ ۸ مارس ۱۹۷۷) ورزشکار هنرهای رزمی ترکیبی اهل برزیل است. وی بین سال‌های ۲۰۰۶ تا ۲۰۱۷ میلادی فعالیت می‌کرد.